# AS Béziers
AS Béziers was een Franse voetbalclub uit Béziers, in het departement Hérault.
De club werd in 1911 opgericht als Stade Bézier Sport en veranderde in 1918 zijn naam in Stade Olympien Bitterois en in 1932 Association Sportive de Béziers. In 1933 nam de club opnieuw zijn vorige naam aan en na een fusie in 1935 met 4 andere clubs werd het Entente Sportive Bitteroise. En in 1939 werd het opnieuw AS Béziers.
De club werd vicekampioen in de 2de klasse in 1957 en promoveerde naar de hoogste klasse. Daar werd de club laatste. In de jaren 90 verdween de club.